# Prefettura di Samo
La prefettura di Samo (in greco Νομός Σάμου?) è una delle tre prefetture in cui era suddivisa la regione greca dell'Egeo Settentrionale, abolita a partire dal 1º gennaio 2011 a seguito dell'entrata in vigore della riforma amministrativa detta Programma Callicrate
Il capoluogo era la città di Vathy, detta anche Samo.
La prefettura è situata nel Mar Egeo orientale e comprende, oltre all'isola di Samo, anche l'isola di Icaria e l'arcipelago di Furni.

## Geografia antropica

### Suddivisioni amministrative
Dal 1997, con l'attuazione della riforma Kapodistrias, la prefettura di Samo era suddivisa in otto comuni.
| comune          | codice YPES | capoluogo (se diverso) | codice postale | prefisso tel.   |
| --------------- | ----------- | ---------------------- | -------------- | --------------- |
| Agios Kirykos   | 4601        |                        | 833 00         | 22750-2         |
| Evdilos         | 4603        |                        | 833 02         | 22750-3         |
| Fournoi Korseon | 4608        | Furni                  | 833 01         | 22750-5         |
| Karlovasi       | 4604        |                        | 832 00         | 22730-3         |
| Marathokampos   | 4605        |                        | 831 02         | 22730-3         |
| Pythagoreio     | 4606        |                        | 831 03         | da 22730-6 a -9 |
| Raches          | 4607        |                        | 833 01         | 22750-4         |
| Vathy           | 4602        |                        | 831-00         | 22730-2         |